# قسم رامند الجنوبي الريفي (مقاطعة بوئين زهرا)
قسم رامند الجنوبي الريفي (بالفارسية: دهستان رامند جنوبی) هي منطقة ريفية تقع في إيران في ناحية رامند. يقدر عدد سكانها بـ 5,339 نسمة .